# Великі Орлинці
Великі Орли́нці — село в Україні, у Антонінській селищній громаді Хмельницького району Хмельницької області. Населення становить 625 осіб.

## Географія

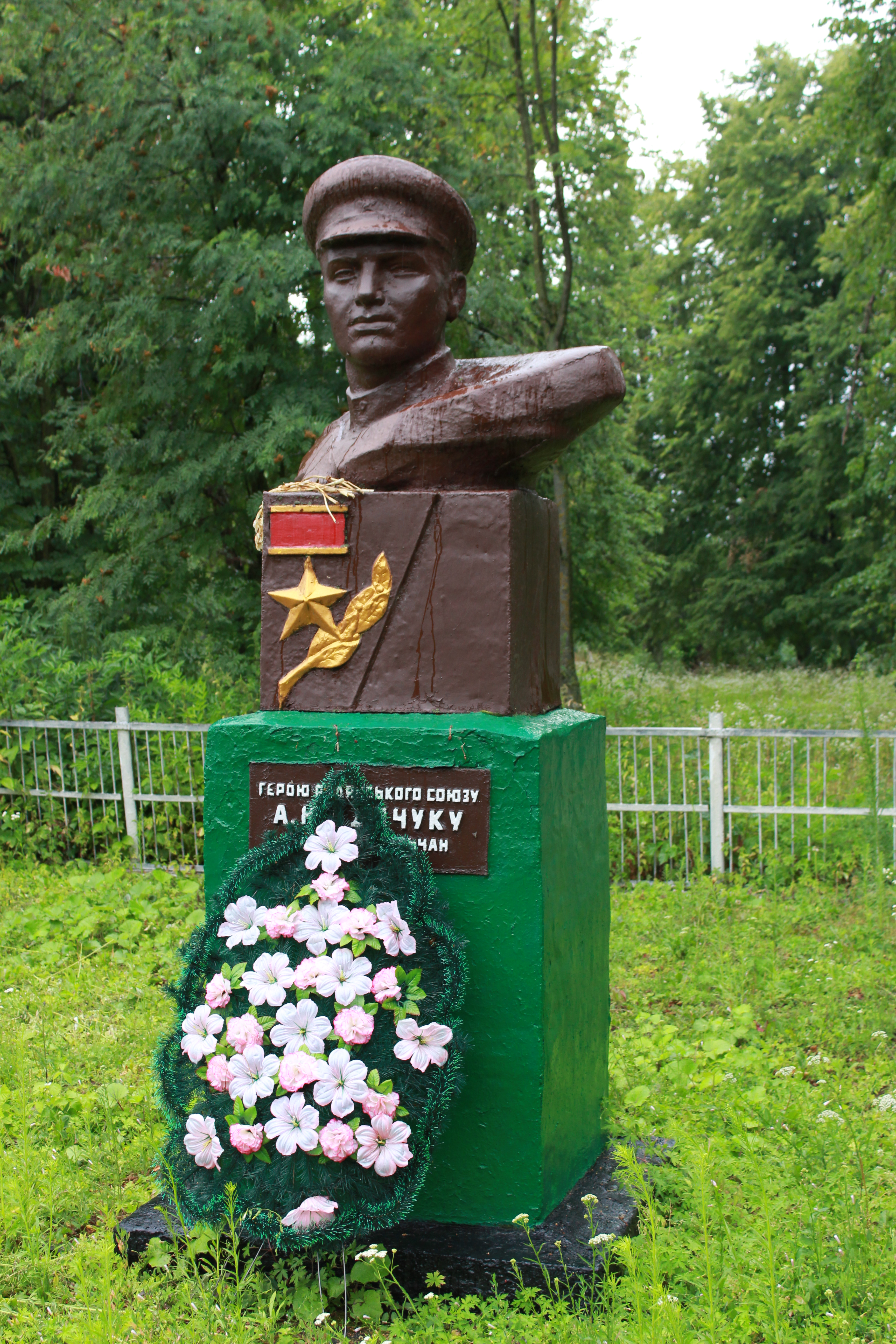
Пам'ятник Герою Рад. Союзу Андрію Дячуку

Село розміщене на лівому березі річки Ікопоть.

## Історія
У 1906 році село Антонінської волості Ізяславського повіту Волинської губернії. Відстань від повітового міста 40 верст, від волості 3. Дворів 136, мешканців 902.
7 (20) листопада 1917 року, відповідно до.Третього Універсалу Української Центральної Ради, увійшло до складу Української Народної Республіки.
12 червня 2020 року, відповідно до розпорядження Кабінету Міністрів України № 727-р «Про визначення адміністративних центрів та затвердження територій територіальних громад Хмельницької області», увійшло до складу Антонінської селищної громади.
19 липня 2020 року, після ліквідації Красилівського району, село увійшло до Хмельницького району.

## Населення
Згідно з переписом УРСР 1989 року чисельність наявного населення села становила 735 осіб, з яких 325 чоловіків та 410 жінок.
За переписом населення України 2001 року в селі мешкало 619 осіб. 100 % населення вказало своєю рідною мовою українську мову.

## Відомі люди
В селі народився Дячук Андрій Юхимович (нар.1921 — †1945) — Герой Радянського Союзу.На його честь встановлений пам'ятник. Є ліс площею бл. 18,20 га. Є садочок, школа І-ІІ ступенів та клуб.